# Обіра

44°0′55″ пн. ш. 141°39′46″ сх. д. / 44.01528° пн. ш. 141.66278° сх. д.
Обі́ра (яп. 小平町, おびらちょう, МФА: [obʲiɾa t͡ɕoː]) — містечко в Японії, в повіті Румой округу Румой префектури Хоккайдо. Станом на 1 жовтня 2008 року площа містечка становила 627,29 км². Станом на 31 березня 2017 населення містечка становило 3234 осіб.